# Незгідне залягання гірських порід
Незгідне (неузгоджене) залягання гірських порід — порушеність геологічної послідовності відкладів, яка характеризується заляганням молодих відкладів на древніших і фіксується наявністю ерозійної поверхні, паузою в осадонакопиченні або наявністю тектонічних розривів. При заляганні молодших відкладів на розмитій поверхні підстилаючих порід має місце зіткнення різновікових шарів гірських порід по поверхні розмиву, що виникає внаслідок перерви в накопиченні осадів. Давніші шари можуть зберігати при цьому горизонтальне положення або бути дислоковані. Зумовлена цим неповнота розрізу визначається як стратиграфічне незгідне залягання. Його величина оцінюється розмірами відсутнього стратиграфічного інтервалу і може відповідати частинам ярусу, відділам і навіть дек. системам.

## Типи незгідності
- Кутова незгідність характеризується суттєвими відмінностями в заляганні двох товщ гірських порід, які контактують.
- Паралельна незгідність, для якої характерне паралельне розташування шарів обабіч поверхні неузгодження.
- Прихована незгідність локалізована у товщі однорідних за складом гірських порід, її важко розрізнити.
- Стратиграфічна незгідність — порушення нормальної вікової послідовності залягання шарів гірських порід, яке обумовлене випадінням з розрізу якоїсь їхньої частини. Синонім — псевдоузгоджене залягання.
- Тектонічна незгідність — стикання товщ гірських порід по тектонічному розриву.
- Регіональна неузгодженість — незгідне залягання гірських порід, яке виявляється на великих територіях (регіонах).
- Локальна (місцева) незгідність — неузгоджене залягання гірських порід, яке проявляється на обмежених за розмірами ділянках земної кори